# The Apparition (film)
The Apparition è un film horror del 2012 diretto da Todd Lincoln.

## Trama
Nel 1973 sei persone condussero il Charles Experiment, un esperimento di parapsicologia nel quale tentavano di rievocare lo spirito di un uomo deceduto, Charles Reamer. Molti anni dopo, quattro studenti universitari, Patrick, Lydia, Ben e Greg ritentarono l'esperimento facendo ricorso alla tecnologia moderna. Durante l'esperimento, un'entità malefica attacca gli studenti e Lydia scompare.
Qualche tempo dopo, Ben e la sua ragazza Kelly decidono di andare a vivere insieme in un piccolo centro fuori Los Angeles. Tuttavia i due fidanzati si rendono conto ben presto che nella casa in cui si sono trasferiti sono presenti delle entità sovrannaturali. I ragazzi decidono così di scappare da quella casa e di mettersi in contatto con Patrick, il quale rivelerà che in realtà non è la casa ad essere posseduta, ma sono loro stessi. I tre torneranno quindi nella casa per effettuare un esperimento di contenimento dell'entità malefica, ma alla fine il loro tentativo andrà a vuoto.

## Distribuzione
Il film è stato distribuito negli Stati Uniti dalla Warner Bros. Pictures il 24 agosto 2012, in 810 sale cinematografiche. In Italia invece è stato distribuito il 4 ottobre dello stesso anno.